# Bockshorn (Film)
Bockshorn ist ein Film der DEFA von Frank Beyer aus dem Jahr 1984 nach dem gleichnamigen Roman von Christoph Meckel aus dem Jahr 1973.

## Handlung
Sauly und Mick sind zwei halbwüchsige Jungen, die auf den Straßen eines fiktiven Landes leben. Obwohl es nicht gesagt wird, lässt der Drehort vermuten, dass es sich um eine amerikanische Stadt handelt, die hier Baan genannt wird. Sie ernähren sich von Bettelei, Diebstahl und diversen Tricksereien. Der Winter ist vorbei und sie wollen an das etwa 1000 Kilometer entfernte Meer weiterziehen, um zu baden. Bei der Suche nach einer Transportmöglichkeit, denn sie haben ja kein Geld, treffen sie auf den Fahrer eines alten Lastkraftwagens, der sie nicht ganz uneigennützig auf der Ladefläche mitnimmt. Da in den Bergen noch Schnee liegt, sollen sie beim Sandstreuen helfen. Zur Übernachtung halten sie an einem Motel, in dem sie sich etwas zu trinken bestellen. Hier kommt ein Mann, der sich Landolfi nennt, an ihren Tisch, um Sauly weiszumachen, dass er dessen Schutzengel an einen gewissen Miller aus Prince verkauft hat. Er wollte ihn damit ins Bockshorn jagen. Als der Barbesitzer die beiden Jungen zum Feierabend einschließt und ihnen für den nächsten Morgen ein üppiges Frühstück verspricht, ist ihnen das nicht geheuer und sie flüchten aus dem Fenster. Am nächsten Tag sehen sie nur noch die Rücklichter „ihres“ LKWs, aber sie kommen trotzdem vorwärts.
Unterwegs wird Sauly plötzlich von hohem Fieber geplagt. Mick nimmt ihn auf den Rücken und schafft es gerade noch bis zu einem einsamen Bauerngehöft. Dort werden beide aufgenommen, Sauly ärztlich betreut und für die Verköstigung ist auch gesorgt. Zum Ausgleich muss Mick dafür auf dem Hof mitarbeiten und als er auch noch die Kuh eines Nachbarn aus dem Sumpf rettet, kann er sogar noch etwas Geld verdienen. Als aber Sauly nach seiner Gesundung auch noch auf dem Hof arbeiten soll, verschwinden sie lieber wieder. Während seiner Krankheit ist Sauly die Idee gekommen, dass er nur krank wurde, weil er ja keinen Schutzengel mehr hat. Und den muss man jetzt unbedingt suchen. Also heißt das nächste Ziel Prince. Hier stellt sich allerdings heraus, dass fast alle hier Miller heißen und auf die Frage nach dem Schutzengel sehr finster reagieren. Nun geht es also weiter nach Botango, ans Meer. Auf dem Weg lernen sie noch Krogh kennen, der nur zu Fuß unterwegs ist, von dem sie sich aber bald wieder trennen. Ein fast verlassener Ort in den Bergen jagt ihnen Schrecken ein, da hier alles sehr unwirklich ist. Da ist zum Beispiel Viktor, ein erwachsener Mann, der wie ein Baby angezogen ist. Also geht es weiter an die See. Dort angekommen baden sie erst einmal intensiv und merken dabei nicht, dass sie sich auf einem Privatgrundstück befinden. Von dem Besitzer gibt es Sekt und einen Imbiss, doch danach geht es wieder auf die Straße. Nun werden sie von einer Gruppe von Jugendlichen mitgenommen, die am Strand ein Haus besetzen und eine große Party feiern.
Jetzt hilft es nur noch, Landolfi zu finden, um den Schutzengel wieder zurückzubekommen. Während einer Rast in einem Club sehen sie ein Bild von ihm und erfahren, dass ihn in der Gegend jeder kennt und er immer auf der Straße unterwegs ist. Die beiden Jungen stellen sich ihm, als dieser ihnen mit seinem Auto entgegenkommt, in den Weg und Sauly fordert seinen Schutzengel zurück. Landolfi kann sich nicht mehr erinnern und es kommt zur Rauferei, in deren Fortgang Sauly so unglücklich auf einen Stein aufschlägt, dass er das Bewusstsein verliert. Landolfi hilft ihm aber nicht und fährt einfach los. Mick trägt ihn zu einem Holzhaus und versucht ihn zu pflegen, bis er merkt, dass sein Freund verstorben ist. Statt einer Beerdigung wählt er die Feuerbestattung, indem er das Holzhaus mit Sauly ansteckt und aus der Entfernung den Flammen zusieht.

## Produktion
Bockshorn wurde von der Künstlerischen Arbeitsgruppe „Babelsberg“ auf ORWO-Color gedreht und hatte am 29. März 1984 im Berliner Kino International Premiere. Die Erstausstrahlung in der ARD erfolgte am 12. Dezember 1988 und in der DDR im 2. Programm des DFF am 29. April 1990. Das Szenarium stammt von Ulrich Plenzdorf und für die Dramaturgie war Dieter Wolf zuständig. Der Film entstand unter Mitarbeit des Kubanischen Instituts für Filmkunst und Filmindustrie, des bulgarischen Studios für Spielfilme und der West-Berliner Manfred Durniok Produktion für Film und Fernsehen.
Die bulgarischen Hauptdarsteller wurden synchronisiert; Djoko Rosić von Kurt Böwe und Anton Karastojanow von Rolf Ludwig.

## Kritik
Im Neuen Deutschland findet Horst Knietzsch, dass allerlei Nebensächliches in den Film geraten ist. Modischer Schnickschnack überwuchert streckenweise. Verschwommener Flachsinn gebärdet sich philosophisch. Die Analyse der bürgerlichen Gesellschaft, ihrer Gebrechen und inneren Gesetze mit den Mitteln der Kunst haben viele Bücher und Filme, nicht zuletzt von amerikanischen Autoren, tiefgründiger, schärfer betrieben. Die Neue Zeit lobte die beiden jungen Hauptdarsteller Jeff Dominiak und Bert Löper, so gut ausgewählt wie überzeugend in ihrem Spiel. Enttäuschend aber die Musik; da hat sich Günther Fischer nicht gerade viel einfallen und es bei gängigem Sound sein Bewenden haben lassen. Bockshorn erweist sich als ein Film von großen Qualitäten, aber auch mit einigen nicht zu übersehenden Schwächen. Er zeigt eine Welt, die nicht ohne verlockenden Reiz ist, und er zeigt sie als eine Welt der menschlichen Gefährdung.

## Veröffentlichung
Im Juni 2024 erschien Bockshorn in der DVD-Edition Frank Beyer – Alle DEFA-Spielfilme 1957–1991 in der Edition Filmjuwelen erstmals auf DVD.